# Высокая равнина
Высо́кая равни́на — форма рельефа земной поверхности, характеризующаяся малыми уклонами (менее 5°) и незначительными различиями высот (обычно не более 200 м). Располагаются высокие равнины на абсолютных высотах от 500 м и выше.
В Забайкалье высокая равнина выделяется как особый природный округ — Улдза-Торейская высокая равнина.